# Pramen Volhy
Pramen Volhy se nachází v Ostaškovském rajonu v Tverské oblasti. Největší evropská řeka Volha začíná na jihozápadním okraji obce Volgoverchovje, v nadmořské výšce 228 m.

## Bližší popis

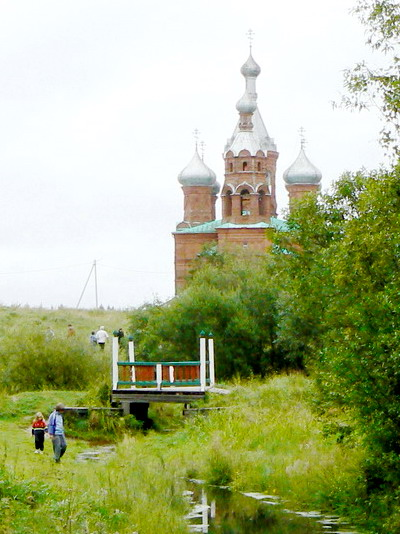
První můstek přes Volhu

Na okraji močálu je několik pramenů, které spolu dohromady tvoří malé jezírko. To je považováno za pramen řeky Volhy. U jezírka byla postavena kaple, ke které vede můstek. Z jezírka vytéká řeka Volha jako potůček o šířce 50–100 cm a s hloubkou do 30 cm. Voda v potůčku má červeno-černý odstín. V suchém letním období potok na území obce Volgoverchovje často vysychá. Ve vzdálenosti 250–300 m od pramene jsou zbytky první kamenné hráze na řece Volze, která byla postavena na počátku dvacátého století, v období ještě před uzavřením Olginského kláštera.
Ve vzdálenosti 3200 m od pramene se Volha vlévá do průtočného jezera Malá Verchita a pak do jezera Velká Verchita. Potom vtéká do velkého jezera Stěrž, které je součástí systému Hornovolžské vodní nádrže.
Vzhledem ke své jedinečnosti byl pramen Volhy vyhlášen jako přírodní památka. V okolí pramene byla vytvořena přírodní rezervace o celkové rozloze 4100 ha. Prameniště Volhy je předmětem rekreačního využití.